# Ernest Vessiot
Ernest Vessiot, né à Marseille le 8 mars 1865 et mort à La Bauche le 17 octobre 1952, est un mathématicien français.

## Biographie
Ernest Vessiot est le fils d'un professeur de français au lycée de Marseille. Il fait ses études secondaires au lycée de Marseille puis, après l'obtention des baccalauréats ès lettres et ès sciences, y reste pour suivre la classe de mathématiques spéciales en 1883-1884. Il fait ensuite de 1884 à 1887 des études supérieures scientifiques à l'École normale supérieure, et à la faculté des sciences de Paris, où il suit les cours de calcul différentiel et intégral de Jean-Claude Bouquet peu avant son décès, ceux de mécanique rationnelle du jeune Paul Appell, et y obtient les licences ès sciences mathématiques et physiques en 1886. Lauréat du concours d'agrégation de mathématiques en 1887, il est envoyé en mission durant un an en Allemagne, puis est nommé en 1888 professeur en classe de mathématiques élémentaires au lycée Ampère de Lyon. L'année suivante il a la charge de la classe de mathématiques spéciales.
Il prépare parallèlement une thèse pour le doctorat ès sciences mathématiques sur des représentations de groupes de Lie. Il étudie particulièrement l'action de ces groupes sur des solutions indépendantes d'équations différentielles. Il soutient celle-ci en juin 1892 devant un jury de la faculté des sciences de Paris présidé par Charles Hermite. Il est alors nommé maitre de conférences à la faculté des sciences de Lille, puis l'année suivante chargé de cours à la faculté des sciences de Toulouse. Trois ans plus tard il est chargé d'un cours de calcul différentiel et intégral à la faculté des sciences de Lyon où il obtient l'année suivante (1897) la chaire de mathématiques pures. Il va enseigner ainsi quatorze ans à l'université de Lyon avant de partir en 1910 pour la faculté des sciences de Paris.
Il y est d'abord chargé des trois conférences hebdomadaires de calcul différentiel et de calcul intégral à l’École normale supérieure, à la suite du décès de Jules Tannery, puis en 1912 est nommé maitre de conférences. Il est chargé des travaux pratiques de mathématiques préopératoires, chargé du service des examens de Paul Painlevé, puis d'une partie du cours au côté de Claude Guichard. Vessiot est responsable des études balistiques durant la Première Guerre mondiale et fait d'importantes découvertes dans ce domaine. De 1915 à 1918 il est chargé de la suppléance de Paul Appell pour le cours de mécanique analytique et mécanique céleste puis en 1919 succède à Claude Guichard comme professeur titulaire de la chaire de mathématiques générales. Deux ans plus tard il obtient la deuxième chaire de calcul différentiel et intégral transformée l'année suivante en chaire de théorie des groupes et calcul des variations puis en 1927 en chaire de théorie des fonctions et théorie des transformations. En 1920 il avait succédé à Émile Borel comme sous directeur de l’École normale supérieure, et en est nommé le directeur en octobre 1927. Il est alors mis en congés de ses enseignements, Paul Montel assurant sa suppléance. En tant que directeur il est responsable de la construction des nouveaux laboratoires de physique de l'école rue Lhomond. Enfin en 1934 il succède à Paul Painlevé à la chaire de mécanique analytique et mécanique céleste, un an avant sa retraite en mai 1935. Il est élu membre de l'Académie des sciences en 1943.
Parallèlement à ses enseignements à l'université, il est professeur à l’École centrale lyonnaise de 1897 à 1910, examinateur d'admission à l’École navale de 1901 à 1905, examinateur d'admission à l’École polytechnique de 1906 à 1919, répétiteur auxiliaire d'analyse de 1913-1924 puis répétiteur de 1924 à 1933, chargé au lycée Fénelon de la préparation au certificat d'aptitude à l'enseignement des jeunes filles de 1913 à 1919
Il est à l’origine, avec Émile Picard, de la « théorie de Galois différentielle », dite théorie de Picard-Vessiot (en). Il continue dans ce domaine les travaux de Jules Drach et d'Élie Cartan et il applique la théorie intégrale d'Ivar Fredholm aux équations aux dérivées partielles.
Il fut nommé chevalier de la légion d'honneur, puis officier en 1923 et commandeur en 1935.